# Slava Polunin
Vyacheslav Ivanovich «Slava» Polunin (en rus: Вячеслав Иванович "Слава" Полунин; Novossil, 12 de juny de 1950) és un artista i clown rus. És el creador dels espectacles escènics Asisyai-revue, Slava's Snowshow i Diabolo, així com el fundador de l'Academy of Fools.

## Trajectòria
Polunin va començar tenint èxit al teatre de l'escola imitant Charles Chaplin, però se li va negar l'entrada a l'Institut de Teatre de Leningrad a causa de la seva mala pronunciació. Després d'estudiar uns anys a una escola d'enginyeria, es va graduar a l'Institut de Cultura Soviètica de Leningrad, on més endavant va fer-hi classes.
El 1967 Polunin es va unir a l'estudi de mim del Palau de Cultura de Lensovet dirigit per Edward Rozinsky. El seu primer èxit va ser com a intèrpret principal de peces de pantomima. El 1980 Slava Polunin va crear el seu personatge de pallasso, Asisyai'', que li va donar fama nacional. Poc després va formar un grup de teatre de nom Licidei. 
La seva primera actuació televisiva d'èxit va ser el 1981 al programa de Cap d'Any Goluboy Ogonyok (Голубой огонёк). L'any següent, a Leningrad va organitzar una desfilada en la qual van participar més de 800 mims de la Unió Soviètica. L'any 1985, durant el Festival Mundial de la Joventut i dels Estudiants de Moscou, va organitzar una classe magistral de pantomima a la qual van assistir molts mims occidentals. El 1987, Polunin va organitzar el Festival de teatre de carrer de l'URSS (Всесоюзный Фестиваль Уличных Театров).
El 1988, Licedei que havia creat cinc espectacles d'èxit, els membres del grup van decidir celebrar el 20è aniversari amb el seu funeral. Els actes van incloure discursos fúnebres sobre diversos taüts etiquetats amb els noms dels participants, seguits d'una processó fúnebre amb els taüts pels carrers de Leningrad fins que van ser incendiats i van surar pel riu Neva. Tot i l'estil teatral de la representació, va ser, efectivament, el final de Licedei. Els participants van seguir els postulats de Konstantín Stanislavski, que va afirmar que qualsevol teatre mor després d'haver existit durant 20 anys. 
L'any 1989, va organitzar «La caravana de la pau», en la qual mims de diferents llocs del món van estar mig any a la carretera fent espectacles de carrer a nombroses ciutats europees. Més endavant, va iniciar l'«Acadèmia dels Insensats», el centre dedicat a la «resurrecció de la cultura del carnaval a Rússia». Polunin atribueix en part l'atractiu generalitzat de les seves actuacions al mètode de la pantomima: «Has de quedar sense llenguatge perquè la gent t'entengui a tot arreu».